# Bonneval (Savoie)
Bonneval korábbi község (település) Franciaországban, Savoie megyében. 2019. január 1-jén a korábbi La Léchère és Feissons-sur-Isère községgel egyesült és La Léchère új község része lett.
Lakosainak száma 105 fő (2018. január 1.). Bonneval Montsapey és La Léchère községekkel határos.

## Népesség
A település népességének változása:
| Lakosok száma | 104  | 108  | 107  | 105  |
|               | 2013 | 2015 | 2017 | 2018 |